# Кубок світу з біатлону 2014—2015 — етап 4
Четвертий етап Кубка світу з біатлону 2014—15 проходить в Обергофі, Німеччина, з 07 по 11 січня 2015 року. До програми етапу було включено 6 гонок: спринт та мас-старт у чоловіків та жінок, а також чоловіча та жіноча естафети.

## Гонки
Розклад гонок наведено нижче.
| Дата     | Час       | Гонка                       |
| -------- | --------- | --------------------------- |
| 07 січня | 14:15 CET | Жінки, естафета 4x6 км      |
| 08 січня | 14:15 CET | Чоловіки, естафета 4x7,5 км |
| 09 січня | 14:30 CET | Жінки, спринт 7,5 км        |
| 10 січня | 12:00 CET | Чоловіки, спринт 10 км      |
| 11 січня | 11:15 CET | Жінки, мас-старт 12,5 км    |
| 11 січня | 14:15 CET | Чоловіки, мас-старт 15 км   |

## Чоловіки

### Призери
| Гонка:                                                                     | Золото:                                                           | Час                                                       | Срібло:                                                                          | Час                                                       | Бронза:                                                               | Час                                                       |
| Естафета 4 x 7,5 км Протокол [Архівовано 4 жовтня 2015 у Wayback Machine.] | Росія Євген Гаранічев Тимофій Лапшин Дмитро Малишко Антон Шипулін | 1:15:24.1 (0+1) (0+1) (0+2) (0+1) (0+3) (1+3) (0+0) (0+1) | Норвегія Хастад Ветле Крістіансен Александер Ус Йоганнес Бо Уле-Ейнар Б'єрндален | 1:15:26.4 (0+0) (0+2) (0+0) (0+1) (0+0) (1+3) (0+1) (0+3) | Франція Сімон Фуркад Жан-Гійом Беатрікс Сімон Детьє Кентен Фійон-Майє | 1:16:56.4 (0+1) (0+2) (0+1) (0+1) (0+2) (1+3) (0+1) (0+1) |
| Спринт 10 км Протокол [Архівовано 29 червня 2015 у Wayback Machine.]       | Мартен Фуркад Франція                                             | 27:02.5 (1+0)                                             | Уле-Ейнар Б'єрндален Норвегія                                                    | 27:06.9 (0+1)                                             | Тимофій Лапшин Росія                                                  | 27:20.0 (0+1)                                             |
| Мас-старт 15 км Протокол [Архівовано 20 січня 2015 у Wayback Machine.]     | Мартен Фуркад Франція                                             | 44:52.0 (0+0+0+0)                                         | Антон Шипулін Росія                                                              | 45:05.1 (1+1+1+1)                                         | Дмитро Малишко Росія                                                  | 45:22.7 (1+0+0+2)                                         |

## Жінки

### Призери
| Гонка:                                                                   | Золото:                                                                 | Час                                                       | Срібло:                                                        | Час                                                       | Бронза:                                                                    | Час                                                       |
| Естафета 4 x 6 км Протокол [Архівовано 7 січня 2015 у Wayback Machine.]  | Чехія Ева Пускарчикова Габріела Соукалова Їтка Ландова Вероніка Віткова | 1:16:56.0 (0+0) (0+1) (0+1) (0+0) (0+1) (0+1) (0+1) (0+2) | Франція Марін Болльє Марі Дорен Абер Жустін Бреза Анаїс Бескон | 1:17:04.9 (0+1) (0+1) (0+1) (0+0) (0+1) (0+2) (0+0) (0+2) | Білорусь Надія Скардіно Настасія Дуборєзова Надія Писарєва Дарія Домрачева | 1:18:02.8 (0+0) (0+0) (0+0) (0+3) (0+0) (1+3) (0+1) (0+1) |
| Спринт 7,5 км Протокол [Архівовано 11 січня 2015 у Wayback Machine.]     | Вероніка Віткова Чехія                                                  | 22:40.0 (1+1)                                             | Доротея Вірер Італія                                           | 22:48.8 (1+0)                                             | Ніколь Гонтьє Італія                                                       | 22:59.1 (0+0)                                             |
| Мас-старт 12,5 км Протокол [Архівовано 20 січня 2015 у Wayback Machine.] | Дарія Домрачова Білорусь                                                | 42:36.6 (2+1+0+1)                                         | Вероніка Віткова Чехія                                         | 42:51.5 (1+0+0+1)                                         | Тіріл Екгофф Норвегія                                                      | 42:58.3 (1+1+0+0)                                         |

## Досягнення
Найкращий виступ за кар'єру
|  |  |

Перша гонка в Кубку світу
|  |  |